# テームズの霧に別れを
『テームズの霧に別れを』（テームズのきりにわかれを）は宝塚歌劇団のミュージカル作品。星組公演。
本公演における併演作品は『セ・マニフィーク』。

## ストーリー
※『宝塚歌劇100年史（舞台編）』の宝塚大劇場公演のページを参照
17世紀末のイギリスを舞台に、若い貴族と王女との恋を中心に描いた作品。
海軍に所属する貴族のロバートが戯れにアン王女に恋を仕掛けるが、それがいつしか本当の恋に発展する。しかし、ちょうどそのときのイギリスは敵のフランスとの戦いが一層激しさを加え、祖国の危機を救うために海賊の群れに身を投じることになる。ロバートは国の重大任務のために心にもない愛想尽かしを言って、王女との別れを告げるのであった。

## 公演期間と公演場所
- 1977年11月11日 - 12月18日[2]（第一回・新人公演：11月25日[3]、第二回・新人公演：12月9日[3]）　宝塚大劇場
- 1978年3月1日 - 3月28日[4]（第一回・新人公演：3月12日[3]、第二回・新人公演：3月19日[3]）　東京宝塚劇場

## 主な配役
※「（）」の人物は新人公演配役
- ロバート - 鳳蘭（第一回・新人公演：峰さを理、第二回・新人公演：孝まりお）[3]
- アン王女 - 遥くらら（第一回・新人公演：夢まどか、第二回・新人公演：若宮あいの）[3]

## 宝塚大劇場公演のデータ
形式名は「ミュージカル・ロマン」。17場。

### スタッフ
- 作・演出：柴田侑宏[2]
- 作曲・編曲：寺田瀧雄[5]、入江薫[5]
- 作曲：平尾昌晃[5]
- 音楽指揮：野村陽児[5]
- 振付[5]：喜多弘、岡正躬
- 装置：黒田利邦[5]
- 衣装：小西松茂[5]
- 照明：今井直次[6]
- 音響：松永浩志[6]
- 小道具：上田特市[6]
- 効果：中田正廣[6]
- 演出助手[6]：村上信夫、正塚晴彦
- 制作：野田浜之助[6]